# Jean-Dominique Van Caulaert
 (février 2018).
Si vous disposez d'ouvrages ou d'articles de référence ou si vous connaissez des sites web de qualité traitant du thème abordé ici, merci de compléter l'article en donnant les références utiles à sa vérifiabilité et en les liant à la section « Notes et références ».
Jean-Dominique Van Caulaert né à Saint-Saulve le 20 novembre 1897 et mort à Suresnes le 11 juillet 1979 est un peintre, affichiste, illustrateur et décorateur français.

## Biographie
Jean-Dominique Van Caulaert compose sa première affiche en Belgique en 1916. En 1923 et 1924 il illustre des couvertures de partitions musicales pour un éditeur belge, Musical Office, pour lequel travailleront aussi René Magritte et d'autres peintres. 
Dans les années 1930 et 1940, il exécute de nombreuses affiches pour Mistinguett, Marie Dubas, Joséphine Baker, Cécile Sorel, Suzy Solidor, Lys Gauty et Tino Rossi. En 1933, il s'expose à la galerie Chéron.
Il réside à la villa des Arts (Montmartre) des années 1930 à sa mort en 1979.

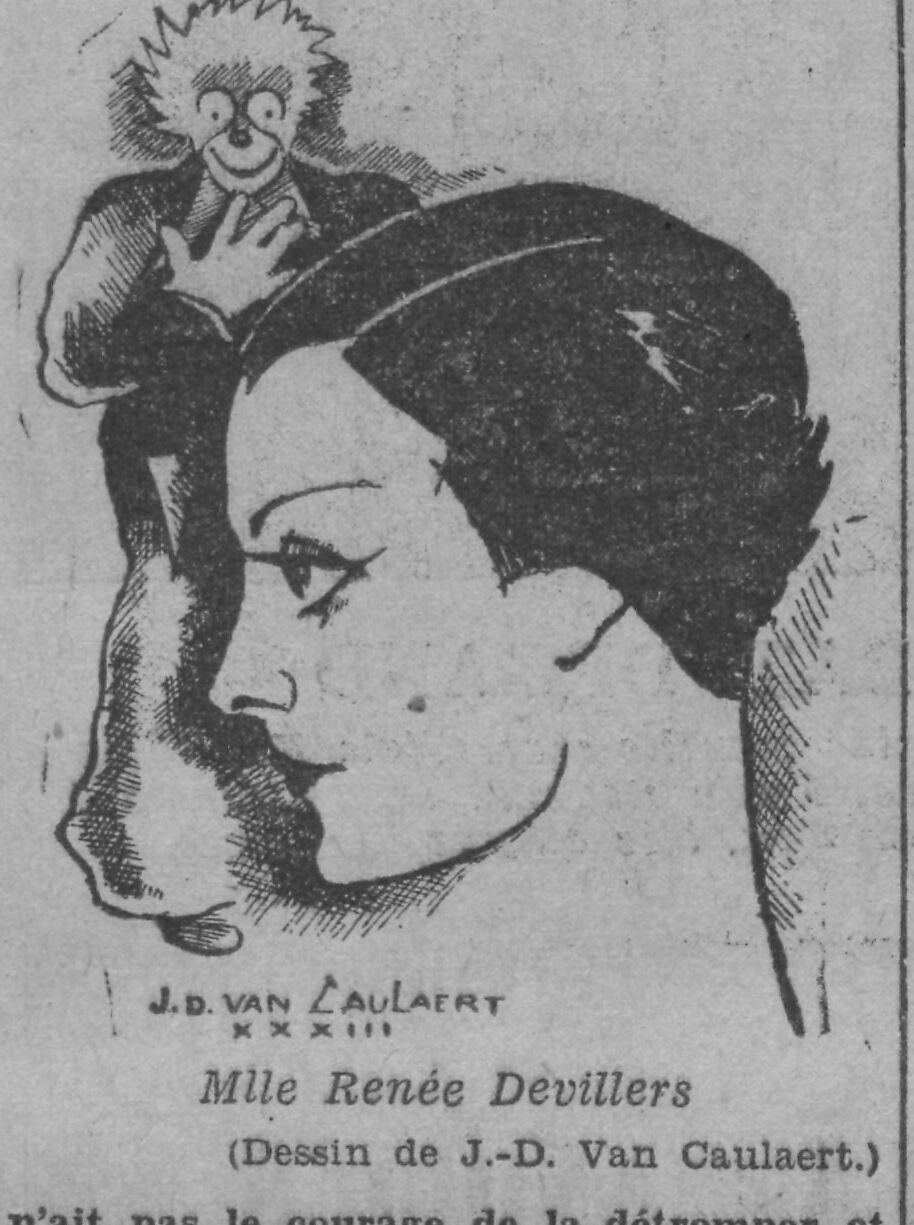
Renée Devillers dessinée par Jean-Dominique van Caulaert, 1933